# Agnes Street-Klindworth
Agnes Street-Klindworth, nascida Denis-Street, foi a filha "legítima" do jornalista, ator e diplomata Georg Klindworth (1798-1882) e da atriz dinamarquesa Brigitta Bartels (1786-1864). Nascida em 19 de outubro de 1825 em Bremen, Alemanha, Agnes chegou em Weimar em 1853 como uma das alunas de harmonia de Peter Cornelius. Pouco depois, ela começou a ter aulas de piano com Franz Liszt, com quem fez amizade e manteve uma vasta correspondência entre a primavera de 1855 e 1861, quando ele finalmente se modou para Roma.
Prima do compositor Karl Klindworth, Agnes deu à luz seu primeiro filho, Ernst August Georg, conhecido como George Street, em 21 de janeiro 1854. Seu segundo filho, Charles, com o então marido Capitão Ernst Denis-Street, nasceu em 18 de julho de 1855. Sua terceira criança foi batizada com o nome de Fernande (16 dezembro de 1856 — 23 de agosto de 1857), filha do compositor e ativista revolucionário Ferdinand Lassalle. Henri, seu quarto e ilegítimo filho, foi provavelmente criado como adotivo por outra família ou morreu cedo como sua irmã.
Agnes mudou-se para Paris com Georg e seus outros dois filhos em fevereiro de 1868. Ela morreu nos arredores da cidade em 25 de dezembro de 1906.